# Moreska (taniec)
Moreska (lub moryska) – stary taniec ludowy, popularny w zachodniej Europie, wywodzący się z tańców obrzędowych związanych z kultem urodzaju. Nazwa wywodzi się od włoskiego słowa moro oznaczającego ciemny, czarny, Maur.
Analizując genezę tego tańca początkowo uważano, że wywodzi się z okresu walk z Maurami na terenie średniowiecznej Hiszpanii. Między XVI i XVII wiekiem wzorowano na nim intermedia baletowe wykonywane przez tancerzy przebranych w dziwaczne kostiumy z dzwonkami, kijami i szablami. W rzeczywistości tradycja moresk jest dużo starsza, były elementami procesji rytualnych. Później przerodziły się w zabawy ludowe i maskarady, znane pod nazwami: morisca, morisco i moresco.